# Jarmark Św. Michała
Jarmark Św. Michała – coroczna impreza mająca miejsce w Żaganiu, odbywająca się w połowie września. Jarmark odwiedzany jest przez ok. 20 tysięcy osób rocznie.

## Historia
W XII wieku żagański gród był położony na tzw. Niskim Trakcie, ważnym szlaku towarowym prowadzącym z Halle do Poznania. Położenie to spowodowało, że w okolicy powstała osada targowa, która rozwijała się z biegiem czasu. Sytuacja gospodarcza doprowadziła do utworzenia w mieście jarmarków, które od XIV wieku odbywały się 29 września, czyli w dzień świętego Michała. W dzisiejszych czasach trwający trzy dni Jarmark Św. Michała tradycją nawiązuje do wcześniejszego, handlowego charakteru miasta.